# Tabula ansata

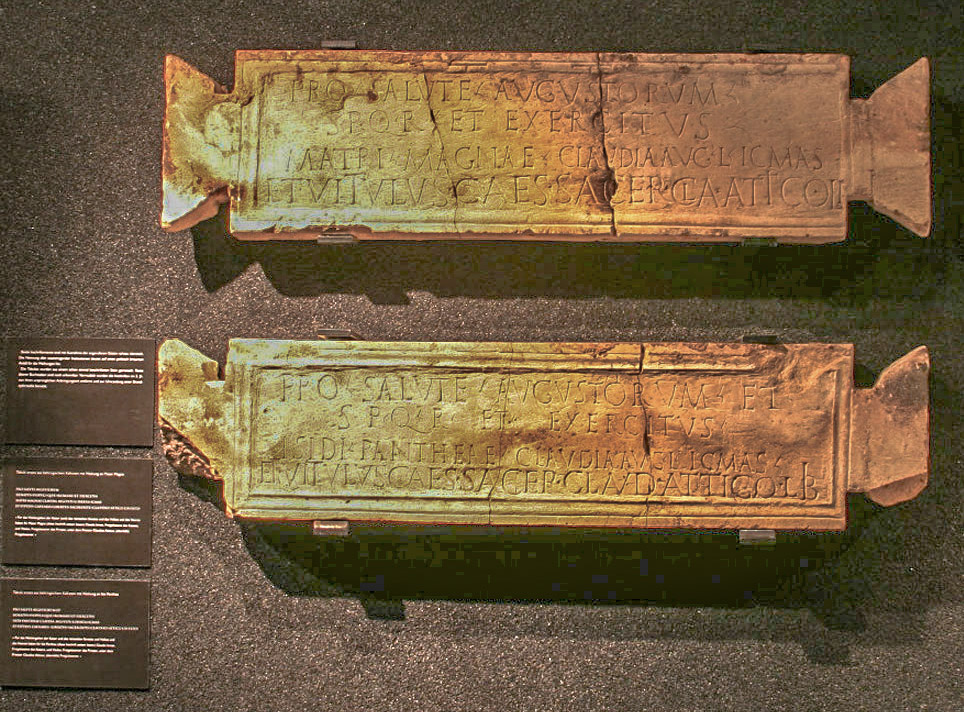
Tabulae ansatae dal santuario di Iside e Magna Mater a Magonza

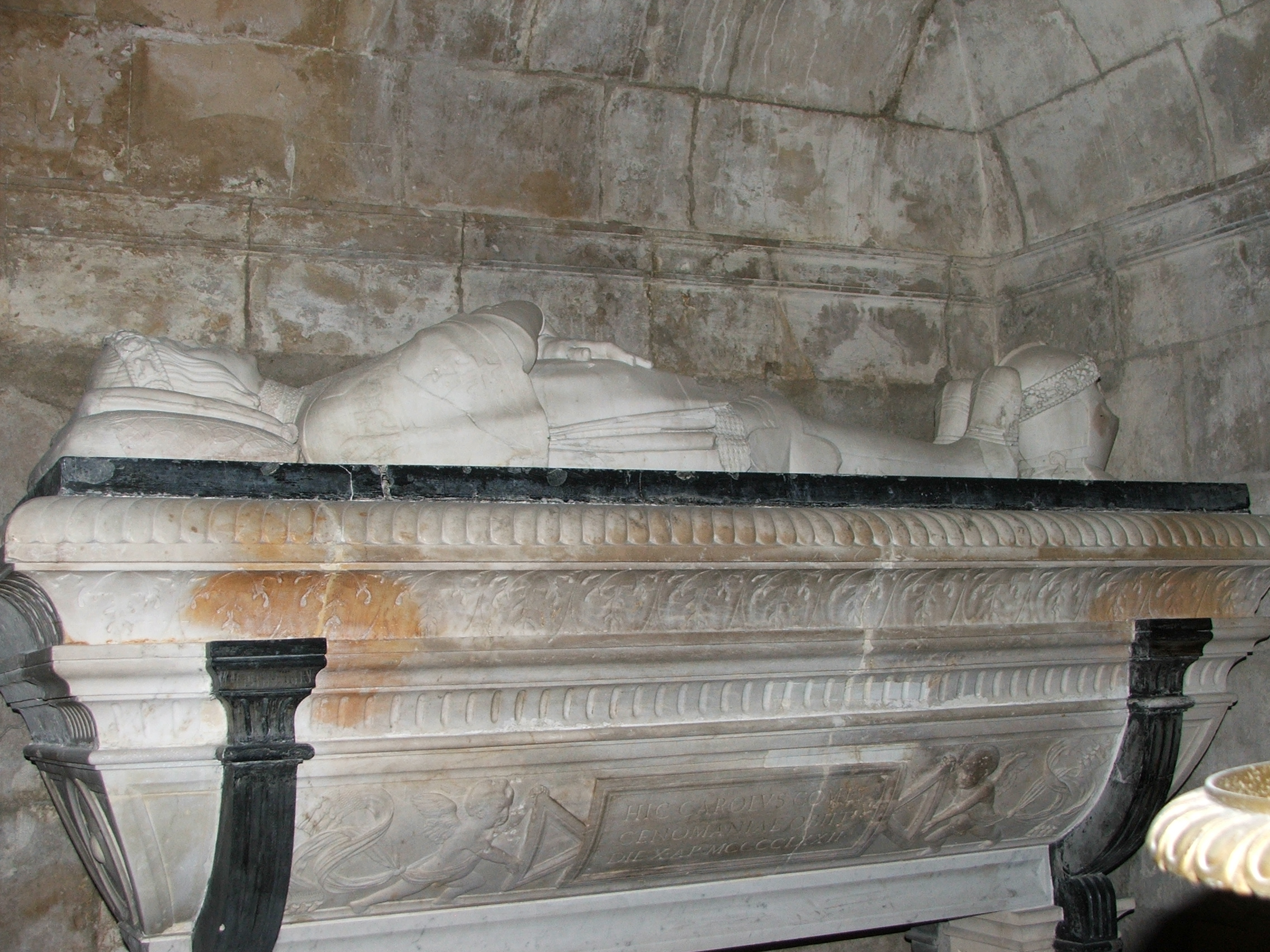
Rilievo della Tabula ansata sulla tomba di Carlo, conte del Maine, attribuito a Francesco Laurana, nella cattedrale di Le Mans

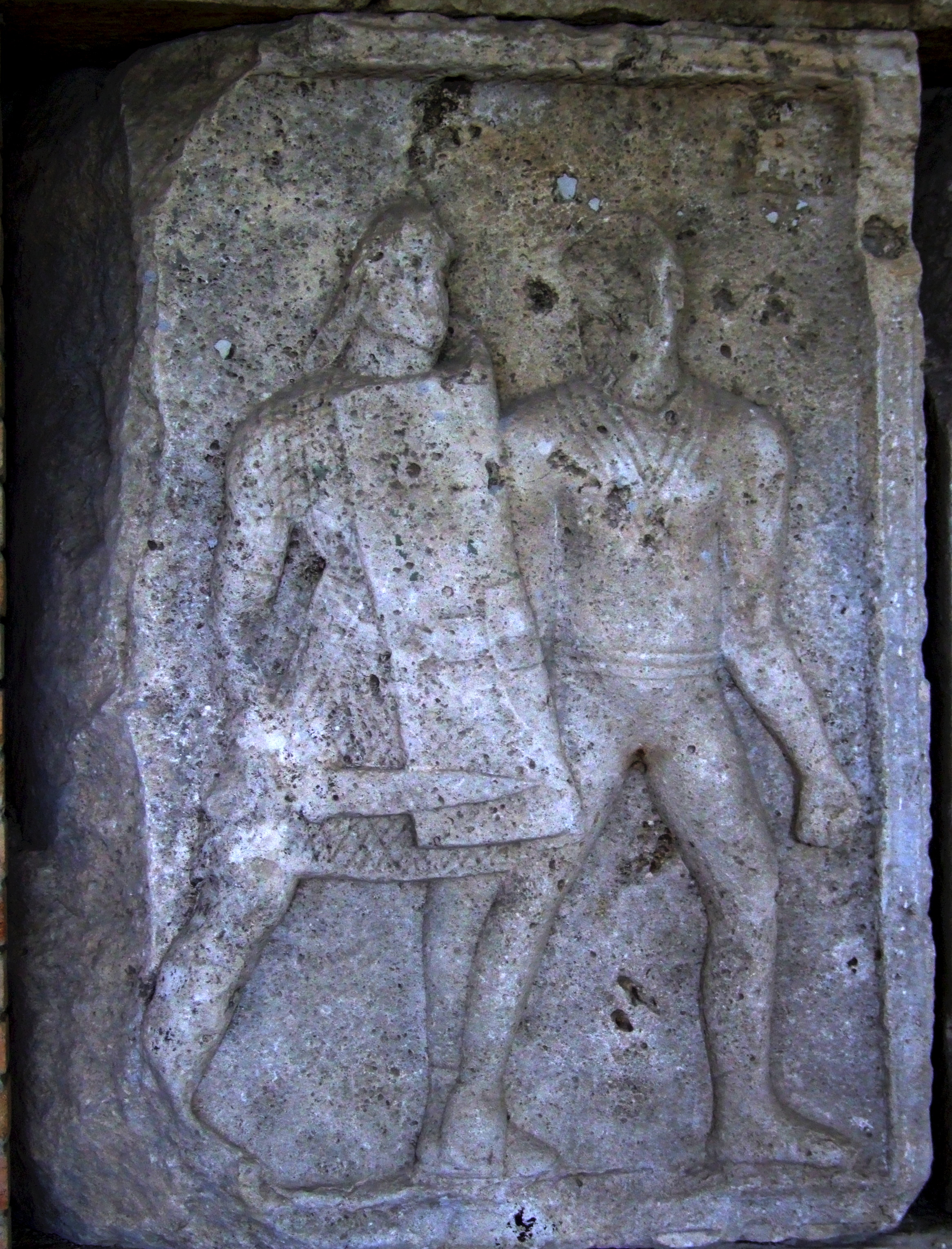
Una tabula ansata sul lato destro della bugna su scudo di soldato, metopa XXIV dal Tropaeum Traiani

Una tabula ansata o tabella ansata (dal latino "tavoletta con manici", plurale tabulae ansatae o tabellae ansatae) è una tavoletta con manici a coda di rondine. Era una forma preferita per le tavolette votive nella Roma imperiale.

## Panoramica
Tabulae ansatae, riportate sugli scudi, identificavano le legioni, le corti e le centurie di appartenenza dei soldati. Esempi sono stati trovati sui tegimenta (coperture in pelle) degli scudi, ad esempio a Vindonissa (Windisch, Svizzera). Prove scultoree, ad esempio sulle metope del Tropaeum Traiani (Adamclisi, Romania), mostrano che venivano utilizzate per lo stesso scopo anche sugli scudi. 

## Era moderna
Le Tabulae ansatae sono state utilizzate da artisti moderni già a partire dal XV secolo, come mostrato sulla tomba di Carlo, conte del Maine, attribuita a Francesco Laurana, nella cattedrale di Le Mans. La Statua della Libertà dello scultore Auguste Bartholdi tiene in mano una di queste tavolette su cui è inciso "July IV MDCCLXXVI".